# فرد إل. ماركهام
فرد إل. ماركهام (بالإنجليزية: Fred L. Markham) هو مهندس معماري أمريكي، ولد في 3 يوليو 1902، وتوفي في 28 سبتمبر 1984.

## معرض صور

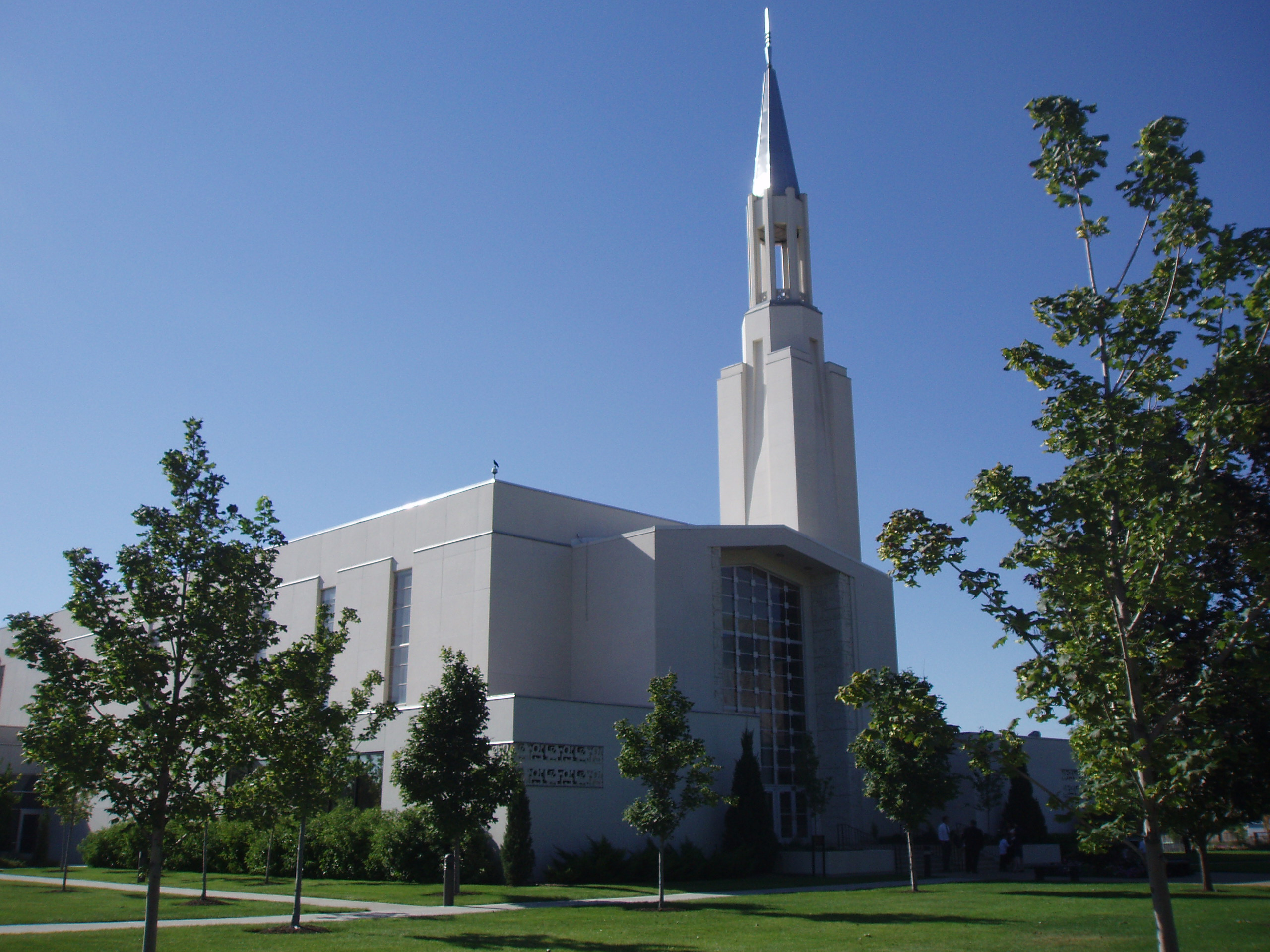
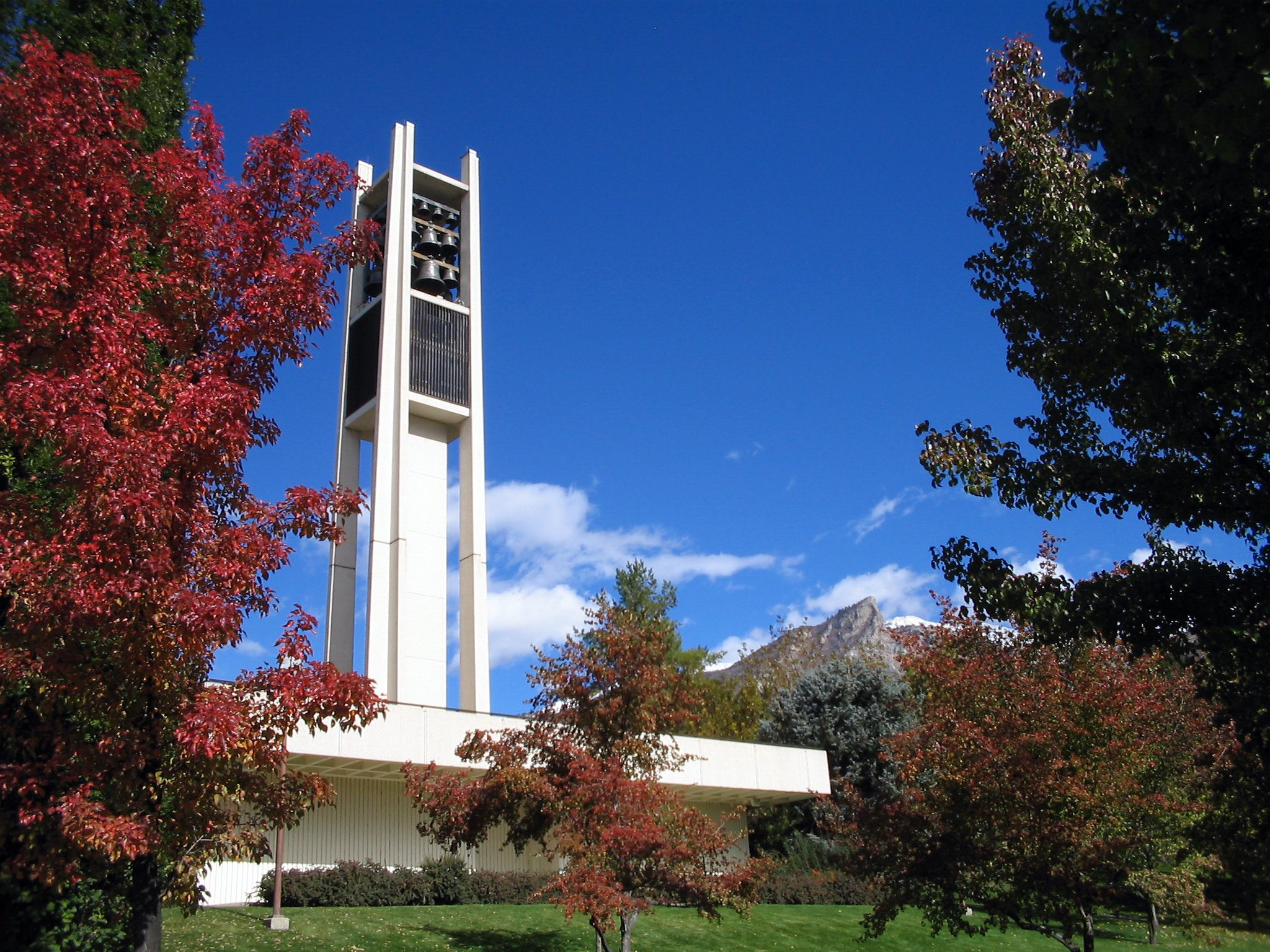
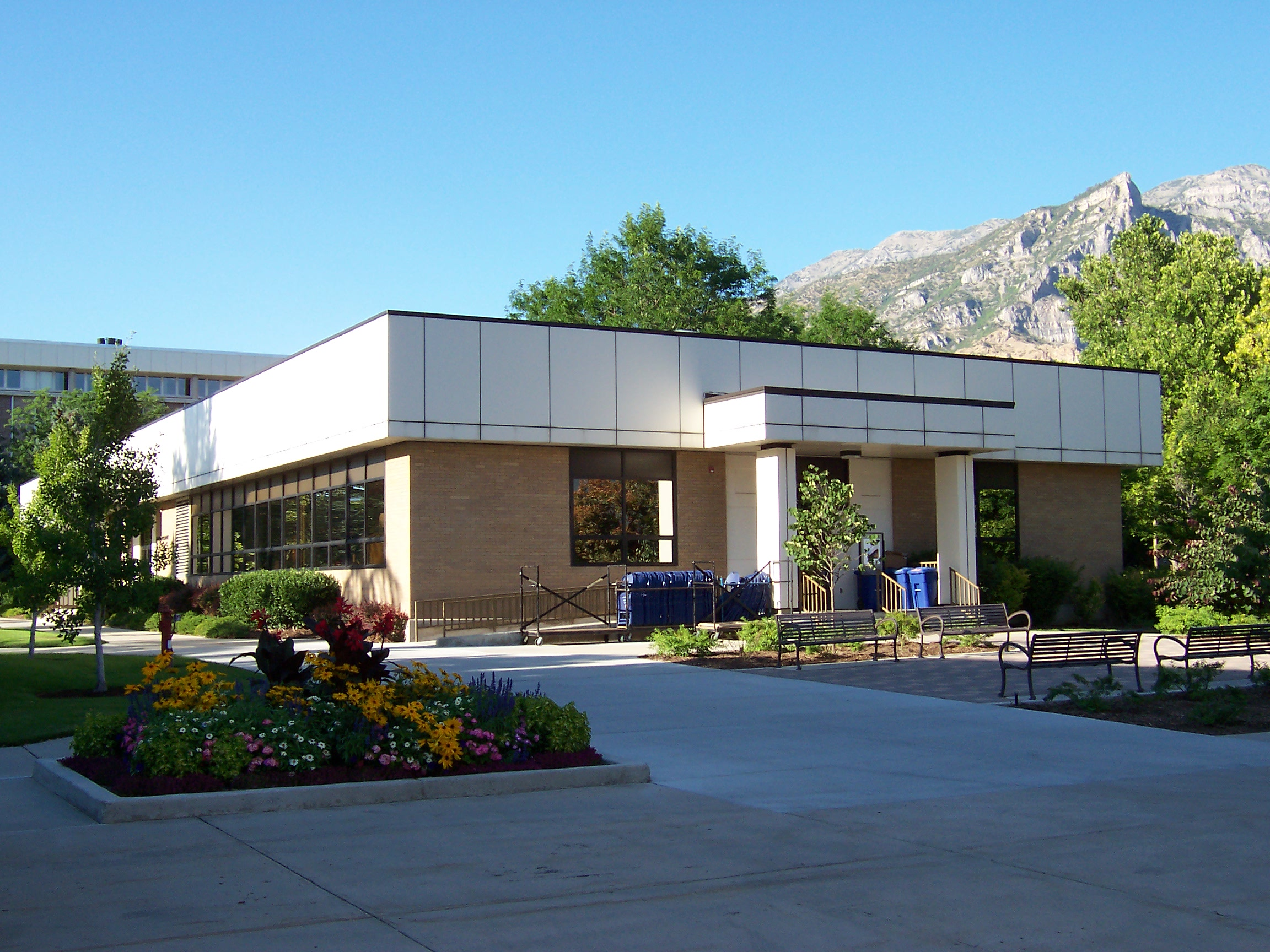
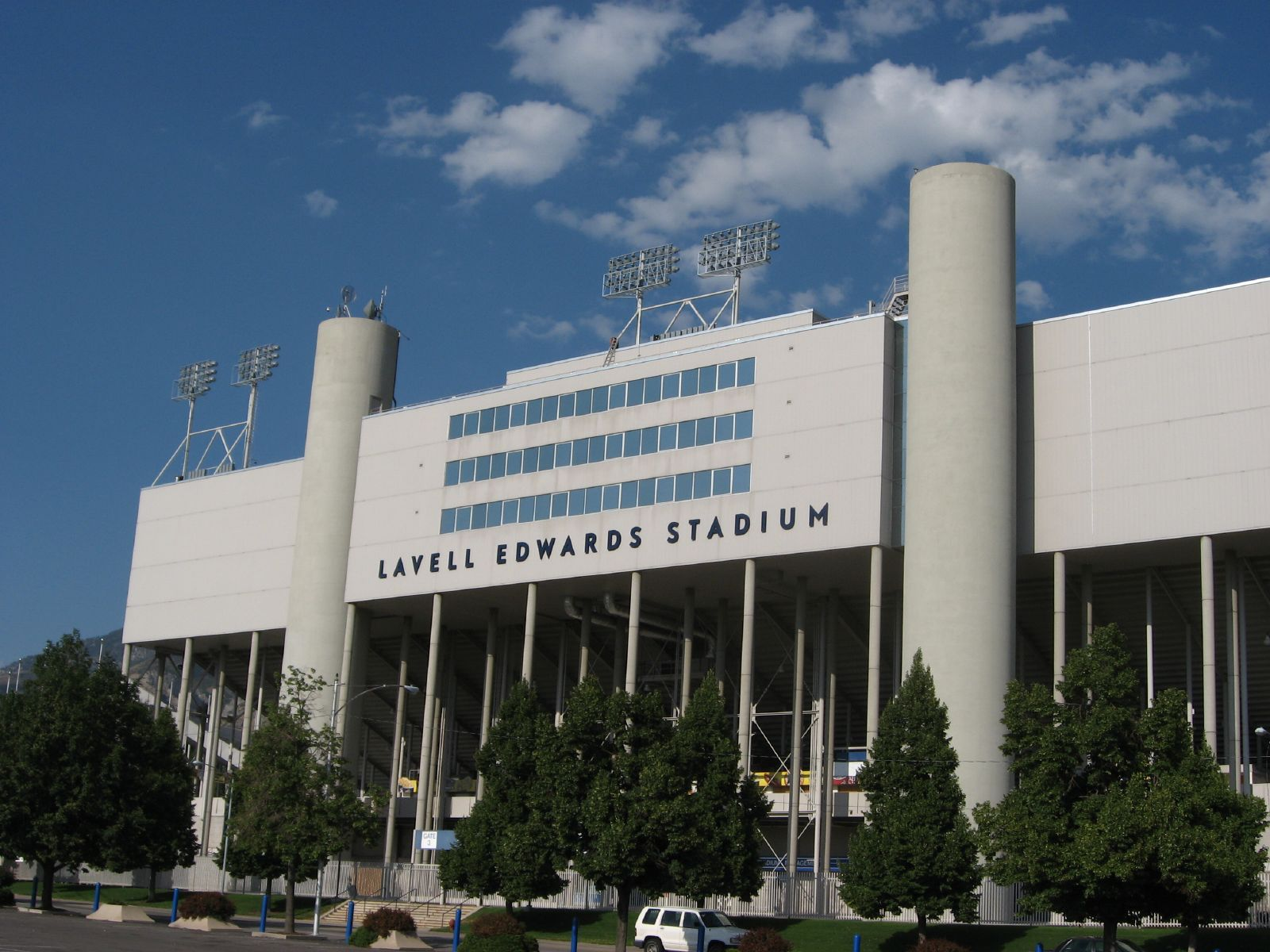
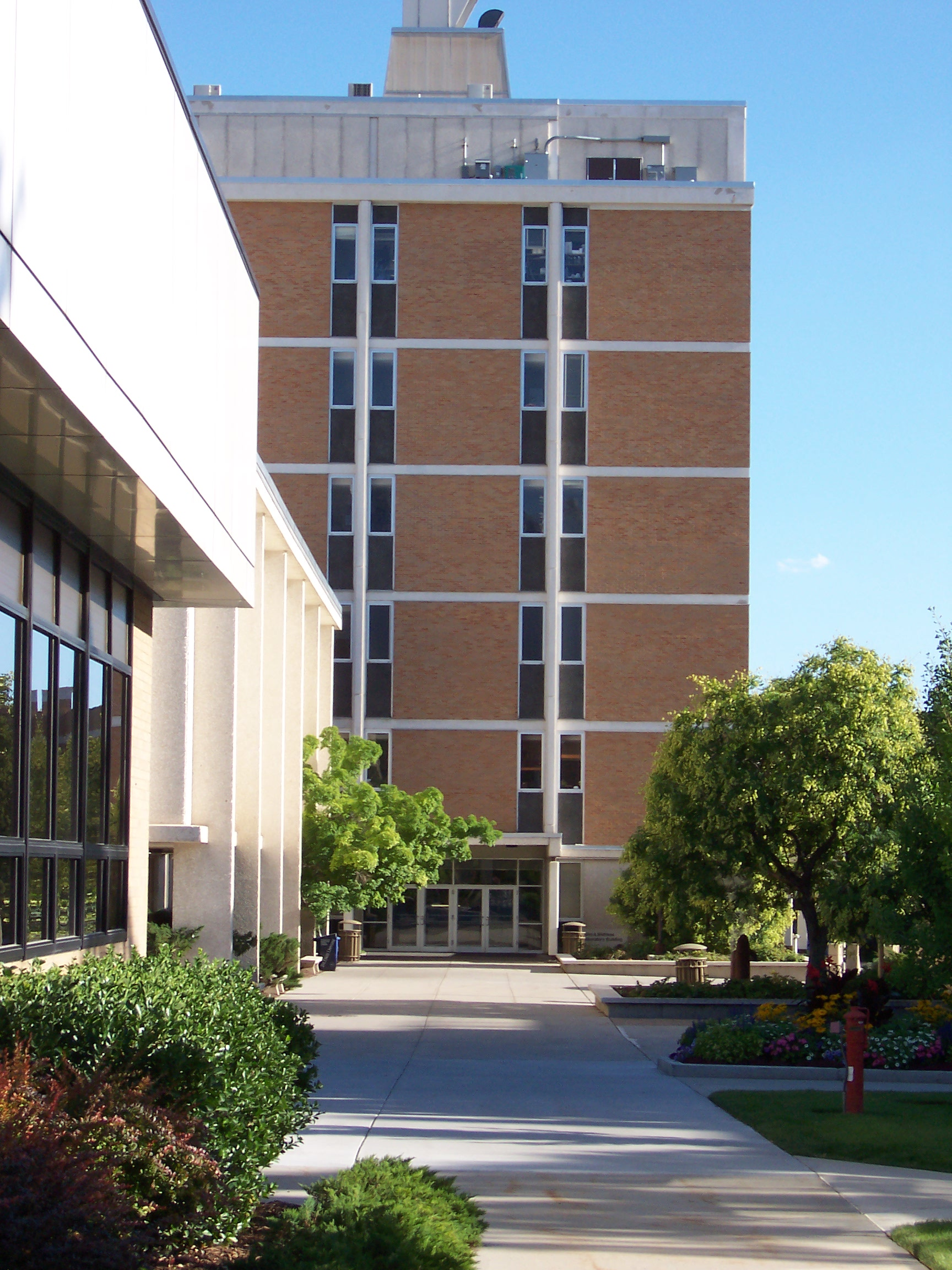
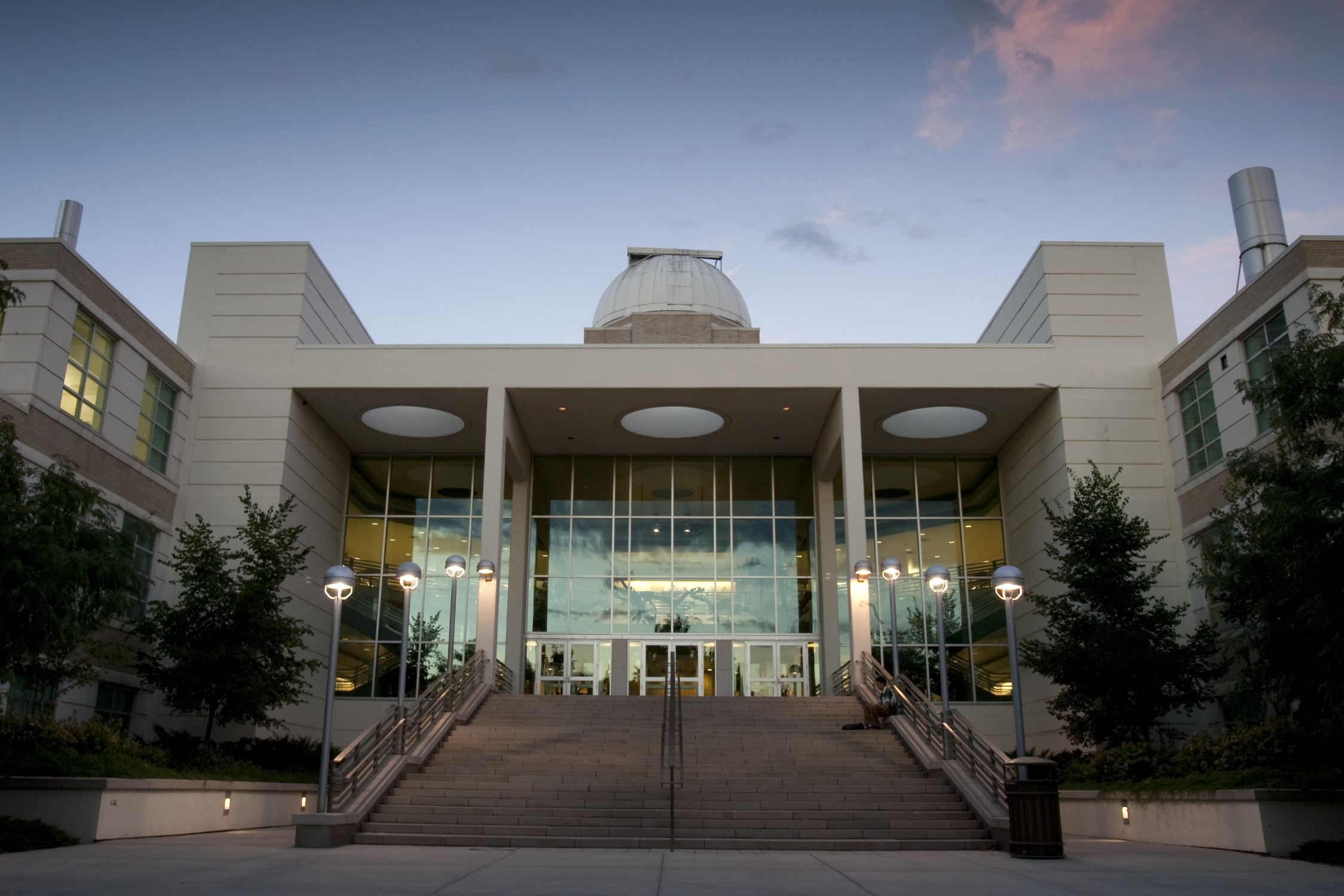